# 孔鮮
孔鮮（?—?），表字鮮之，南北朝时鲁郡人。孔子二十六代孫，孔震玄孙，孔嶷曾孙，孔撫之孙，孔懿之子。
孔鮮好学，有度量，元嘉十九年（442年），袭封奉圣亭侯，后来改称崇圣侯。儿子为孔乘。《宋书》记载当时是孔熙先袭封奉圣亭侯，并非孔鮮。根据孔继涑分析，可能是北魏所封崇圣侯孔靈珍，追尊自己的祖父孔鮮为嫡裔奉圣亭侯，并且后来追封崇圣侯。崇圣侯是北魏对孔子後裔的封号，晋朝、刘宋对孔子後裔的封号是崇圣侯。而正史记载的东晋南朝所封的孔亭、孔靖之、孔继之、孔熙先等数人，子孙不嗣，家乘失传。
| 前任： 孔懿 | 刘宋奉圣亭侯 442年—？ | 繼任： 孔乘 |

## 参看
- 孔子
- 孔子世家大宗世系
- 孔子世系
- 孔子世家大宗世系图
- 孔子世家总世系图 (中兴祖前)